# ジローナのサルバリー
ジローナのサルバリー（カタルーニャ語: Cerverí de Girona, カタルーニャ語発音: [sərβəˈɾi ðə ʒiˈɾonə], 生没年不詳, 活躍期は1259年 – 1285年）は、アラゴン＝カタルーニャ連合王国・ジローナ出身のトルバドゥール（叙情詩歌人）。出生名はギリェム・ダ・サルバリー(カタルーニャ語: Guillem de Cervera)。

## 経歴
サルバリーは多作のトルバドゥール（叙情詩歌人）であり、パストゥレル（求愛詩）やシルヴェンテス（政治風刺詩）を書いている。114の叙情詩、息子に捧げたエンセナーメン（長い教訓詩）を含め、生涯に約130の作品を残している。ハイメ1世やペドロ3世の治世で宮廷詩人を務めた。彼が制作した音楽は現存していない。
ロデーズ伯ユーグ4世とロデーズ伯アンリ2世の庇護の下で多くの時間を過ごした。1269年にはインファンテとしてペドロ3世の傍らにおり、仲間のトルバドゥールであるフルケット・ダ・ルネルやダルフィネットとともに、サルバリーはペドロ3世に従ってイベリア半島内陸部のトレドに同行した。クエンカ近郊のリエーリョではその役目に応じてソリドゥス（ビザンツ帝国の金貨）を受け取っている。ハイメ1世が死去した1276年8月26日、サルバリーは直接的で個人的なプラーニュ（哀歌）として『Si per tristor, per dol no per cossir』を書いた。